# Latschenhochmoor südwestlich Weibhausen

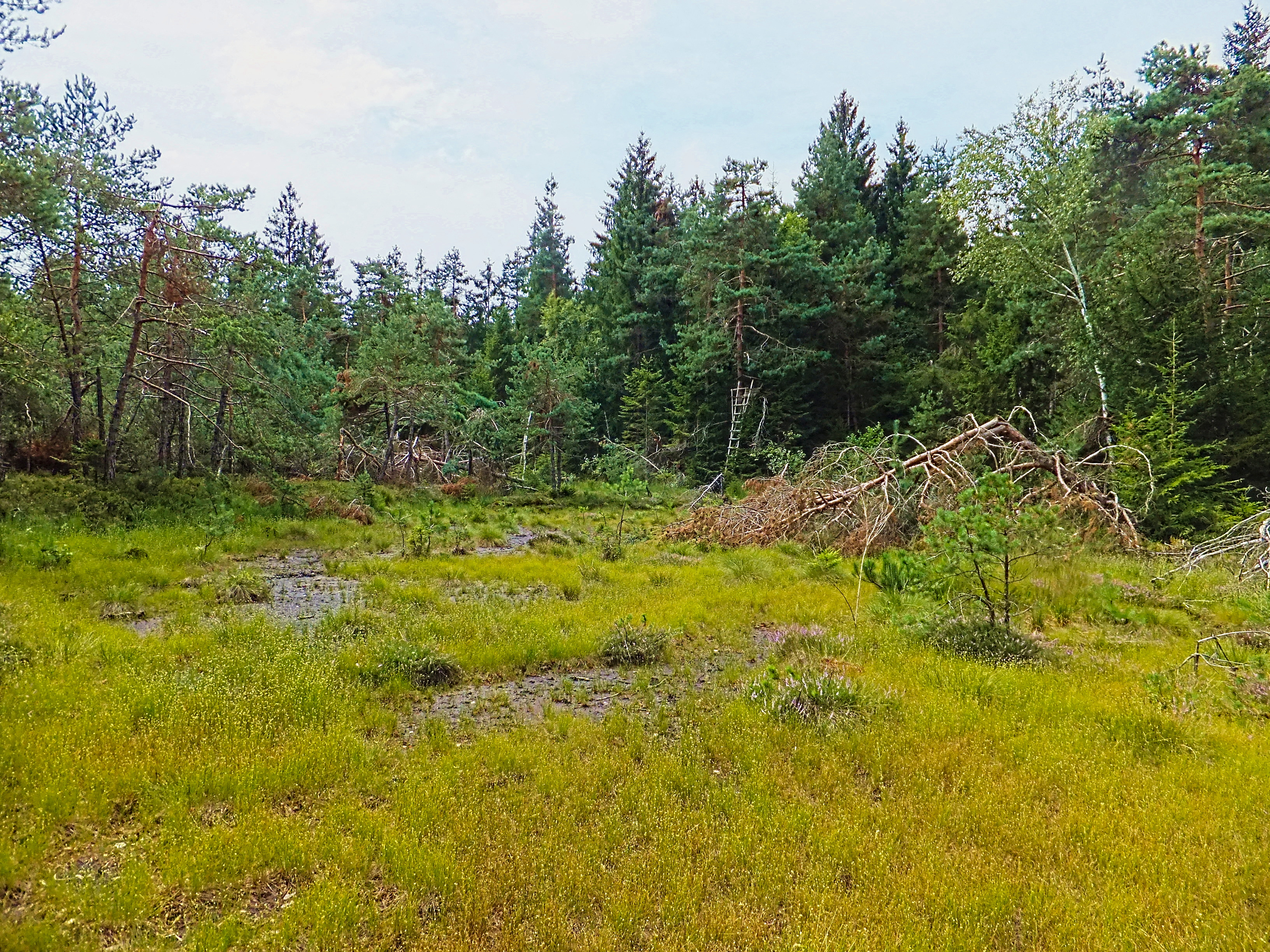
Latschenhochmoor südwestlich Weibhausen

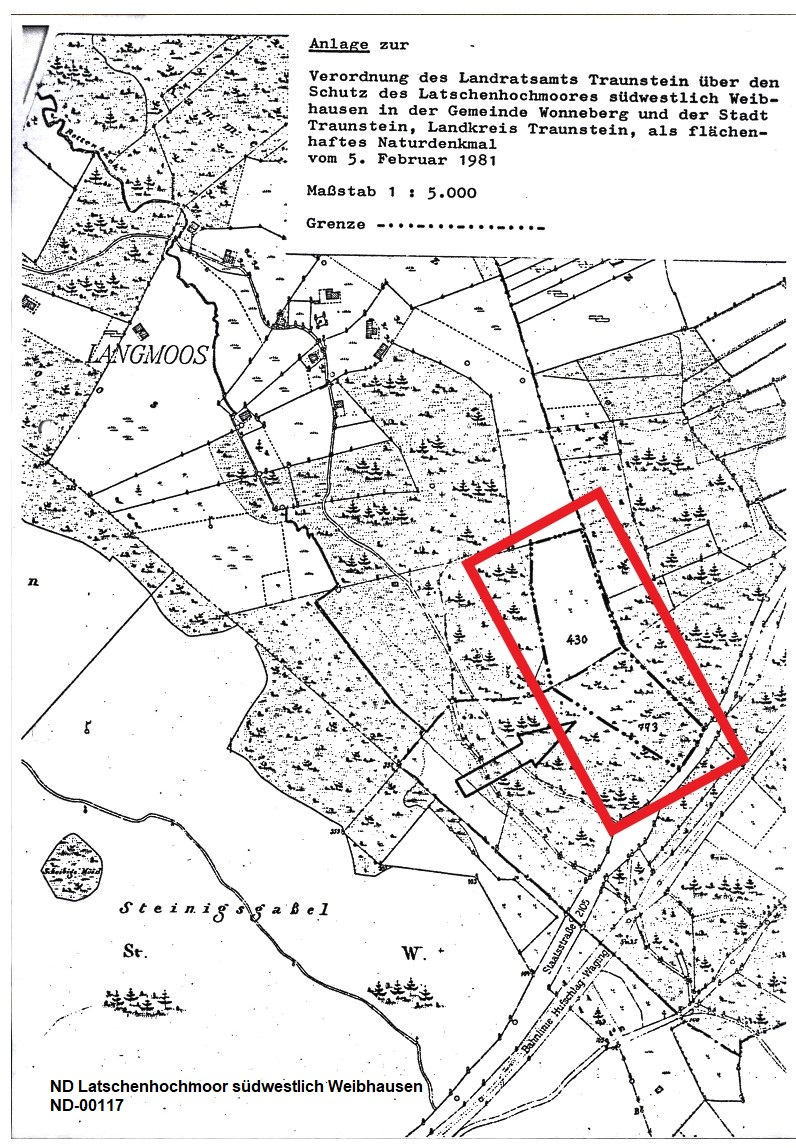
Lageplan Amtsblatt

Das Latschenhochmoor südwestlich Weibhausen in der Stadt Traunstein ist ein 2,96 ha großes flächenhaftes Naturdenkmal im Landkreis Traunstein.
Es erhielt im Februar 1981 durch Verordnung des Landratsamtes Traunstein den Schutzstatus und wird vom Bayerischen Landesamt für Umwelt unter der Nummer ND-00117 gelistet.

## Schutzzweck
Das Latschenhochmoor ist als flächenhaftes Naturdenkmal zu schützen, da es sich hier qualitativ um einen hochwertigen Biotop handelt und seine Erhaltung wegen seiner hervorragenden Eigenart und Seltenheit, seiner ökologischen, wissenschaftlichen, floristischen und faunistischen Bedeutung im öffentlichen Interesse liegt.